# Veprichlamys versipellis
Veprichlamys versipellis is een tweekleppigensoort uit de familie van de Pectinidae. De wetenschappelijke naam van de soort is voor het eerst geldig gepubliceerd in 1997 door Dijkstra & Kastoro.